# Victory Medal
La Victory Medal est le modèle britannique de la médaille interalliée 1914-1918 dite de la Victoire, « commune » à tous les pays alliés de la Première guerre mondiale. Le principe de cette médaille a été adopté par tous les Alliés (Belgique, Brésil, Cuba, Tchécoslovaquie, France, Grèce, Italie, Japon, Portugal, Roumanie, Siam (Thaïlande), Afrique du Sud, États-Unis) en mars 1919. Cette décoration, dont le module diffère d'un pays à l'autre, a la particularité d'avoir un ruban identique.
La Médaille de la Victoire a été établie le 1er septembre 1919. Elle était décernée aux soldats de tout grade et de toutes armes (Terre, Air, Mer) ainsi qu'aux civils travaillant pour les hôpitaux militaires ou ayant effectivement fait partie d'une unité présente dans un théâtre d'opérations entre le 5 août 1914 et le 11 novembre 1918.
Elle a aussi été décernée aux personnels ayant servi en Russie en 1919-1920 et aux marins ayant participé aux opérations de dragage de mines dans la mer du Nord entre le 11 novembre 1918 et le 30 novembre 1919.
Les récipiendaires de cette médaille recevaient conjointement la Médaille de guerre britannique (British War Medal), médaille commémorative équivalente de la Médaille commémorative de la guerre 1914-1918.
Elle est attribuée de droit aux détenteurs de l'Étoile de 1914 (1914 Star) ou de l'Étoile de 1914-15 (1914-15 Star). Une personne est dite "citée" quand son nom et grade sont explicitement mentionnés dans un rapport d'opérations militaires publié dans le journal officiel britannique, la London Gazette.

## Description
Le ruban moiré de 1,5 pouce (39 mm) de largeur est composé de neuf bandes : violet, bleu, vert, jaune, rouge, jaune, vert, bleu et violet. Une palme en forme de feuille de chêne (oak leaf) fixée sur le ruban représente une citation à l'ordre du jour (Mentioned In Despatch), entre le 4 août 1914 et le 1er juillet 1920.
Aucune barrette n'est fixée sur le ruban, à la différence du modèle américain par exemple.
Avers du module circulaire : La Victoire ailée en pied, de face, le bras gauche étendu, avec une branche de palmier à la main droite.
Revers du module : la mention ‘THE GREAT / WAR FOR / CIVILISATION / 1914-1919' (soit "La Grande/ Guerre pour/ (la) Civilisation/ 1914-1919"). La mention est traduite en afrikaner sur le module sud-africain.
Le nom du récipiendaire, le numéro matricule et le grade sont gravés sur la tranche du module.